# 18321 Bobrov
A 18321 Bobrov (ideiglenes jelöléssel 1982 UQ10) a Naprendszer kisbolygóövében található aszteroida. Ljudmila Vasziljevna Zsuravljova fedezte fel 1982. október 25-én.